# Thomas Renner (Fußballspieler)
Thomas Renner (* 17. März 1967) ist ein ehemaliger deutscher Fußballspieler.

## Karriere
Thomas Renner spielte in der Jugendzeit beim SV Wulfertshausen und der TSG Augsburg 85. Ab 1985 stand er dann im Bayernliga-Kader des TSV 1860 München. Nach vier Jahren, in denen der Aufstieg in den Profifußball nicht gelang, wechselte er zum Ligakonkurrenten FC Augsburg. Nach nur einer Spielzeit dort wurde er 1990 vom Erstligisten 1. FC Kaiserslautern verpflichtet. Mit den Pfälzern wurde er 1990/91 Deutscher Meister ohne ein einziges Spiel in der Bundesligamannschaft bestritten zu haben. So nahm er auch hier nach nur einer Saison wieder Abschied und ging zum Zweitligisten SV Waldhof Mannheim. Mit Mannheim verpasste er knapp den Aufstieg in die Bundesliga und wechselte nach Saisonende zur SpVgg Unterhaching, nachdem er nur fünfmal für den SV Waldhof zum Einsatz kam. Die Münchener Vorstädter waren aus der Bayernliga aufgestiegen und mussten, nun mit Thomas Renner als Spieler, den direkt Wiederabstieg hinnehmen. 1993/94 qualifizierte sich die SpVgg Unterhaching für die neugeschaffene Regionalliga, Renner verließ aber nach zwei Jahren den Klub. In der Saison 1994/95 war er noch für die SpVgg Bayreuth aktiv und erreichte in der Bayernliga mit dem Verein die Vizemeisterschaft hinter Wacker Burghausen.
Mitte November 1995 wurde Renner zu einer sechsjährigen Haftstrafe und zur Unterbringung in einer psychiatrischen Einrichtung verurteilt. Das Gericht sah es als erwiesen an, dass Renner in Mistelbach zwei Banküberfälle durchgeführt hatte, um mit den erbeuteten rund 26 000 D-Mark Spielschulden zu begleichen.

## Statistik
| Liga          | Spiele (Tore) |
| ------------- | ------------- |
| 2. Bundesliga | 14 (2)        |
| Wettbewerb    |               |
| DFB-Pokal     | 02 (0)        |